# Campamento de Amari
El campamento de Amari (en árabe: مخيّم الأمعري‎), en ocasiones escrito como Am'ari, es un campamento de refugiados palestino en la Gobernación de Ramala y Al Bireh, ubicado a 2 kilómetros al sur de Al Bireh, en la Cisjordania central. De acuerdo con lo establecido en los Acuerdos de Oslo, se encuentra dentro del Área A, bajo pleno control policial y administrativo palestino. Según los datos de UNRWA, encargada de la gestión de los campamentos de refugiados palestinos, en el campamento de Amari vivían 10.520 personas a principios de 2014. Es uno de los campamentos de refugiados más pequeños de Cisjordania.

## Demografía
De acuerdo con un censo llevado a cabo por la Oficina de Naciones Unidas para la Coordinación de Asuntos Humanitarios (OCHA), 3.930 refugiados vivían en el campamento antes de la ocupación israelí en 1967. Según la Oficina Central de Estadísticas de Palestina (PCBS), el campamento tenía una población de 5.719 habitantes a mediados del año 2006. Según UNRWA España, la cifra a fecha de enero de 2014 era de 10.520 refugiados registrados, mientras que, por su parte, la web de UNRWA ofrece la cifra de 6.100 refugiados viviendo en el propio campamento. La densidad de población del campamento es de 72.916 habitantes por kilómetro cuadrado.

## Historia

### Creación y Ocupación Jordana
El 29 de noviembre de 1947, la Asamblea General de las Naciones Unidas aprobó la resolución 181, más conocida como el Plan de Partición de Palestina, que impulsaba la creación de un estado judío y uno árabe en el territorio del Mandato Británico de Palestina. Como consecuencia del avance de las tropas judías antes y durante la guerra árabe-israelí de 1948, unos 700.000 palestinos fueron expulsados o huyeron de sus hogares. A la conclusión de la guerra, Israel les negó el derecho de retorno, por lo que Naciones Unidas decidió crear la Agencia de Naciones Unidas para los Refugiados de Palestina en Oriente Próximo (UNRWA) y una serie de campamentos de refugiados en la Franja de Gaza, Cisjordania, Líbano, Siria y Jordania. 
El campamento de Amari fue establecido por Cruz Roja en 1949 en 90 dunums (9 hectáreas) de la superficie municipal de Al Bireh. En concreto, el campamento de Amari acogió a refugiados de las aldeas de Beit Dajan, Deir Tarif, Abu Shoush, Nanaa, Sadoun Janzeh y Beit Naballa, así como de las ciudades de Jaffa, Lod y Ramla, huyendo, como mínimo en el caso de las dos últimas ciudades citadas, de la limpieza étnica llevada a cabo por las tropas judías. Hacia 1957, todas las tiendas de campaña del campamento se sustituyeron por refugios hechos con bloques de cemento y hormigón. Dependiendo del número de integrantes de una familia, se entregaban casas de una o dos habitaciones.

### Ocupación Israelí
Tras la guerra de los Seis Días de 1967, Israel ocupó militarmente toda Cisjordania, incluido el Campamento de Amari, situación que permanece en la actualidad. Numerosas resoluciones de las Naciones Unidas, como la resolución 242, han instado a Israel a retirarse a las fronteras anteriores a 1967 reafirmando "la inadmisibilidad de la adquisición de territorio por la fuerza", como aparece en la resolución 2334.
Según los Acuerdos de Oslo, el campamento queda bajo control de la Autoridad Nacional Palestina, pese a lo que sufre frecuentes asaltos y detenciones por parte del ejército israelí. Antes del inicio de la Primera Intifada, muchos refugiados de Amari se habían ido instalando en aldeas y pueblos cercanos, especialmente en Ramala, Al Bireh, Beitunia y Um al-Sharayet; sin embargo, la construcción del Muro de Separación israelí, la expansión de la ciudad de Ramala y el incremento de los precios de la vivienda hace prácticamente imposible que dicho proceso siga en la actualidad.
El 28 de enero de 1988, tropas israelíes se adentraron en el campamento y fueron entrando casa por casa, sacando a la gente de sus hogares y golpeándola en la calle. Al menos 11 personas fueron hospitalizadas y hubo varias docenas más de heridos. Previamente, el ejército había prohibido la entrada de periodistas. El 25 de septiembre de 1988, una niña de 13 años llamada Nahil Tokheh murió una semana después de recibir el impacto de una bala israelí en la cabeza. El 16 de marzo de 1990, una bala de goma disparada por soldados israelíes impactó en la cabeza de Salim Yacoub Rihan, de 50 años, causándole heridas que conducirían a su muerte tres días después. En el momento del impacto, conducía una carreta tirada por caballos a través del campamento de Amari.
El 1 de octubre de 2000, 'Imad 'Abd a-Rahman al-'Anati, residente de 30 años del campamento de Amari, moría por disparos de soldados israelíes durante un enfrentamiento en el cruce de Ayosh. En este mismo cruce moría Thaer 'Ali Daud el 20 de octubre de 2000, en el transcurso de una manifestación. Tenía 17 años y no había participado en los enfrentamientos. El 14 de noviembre, también en el cruce de Ayosh y también durante una manifestación, moría por disparos israelíes Saber Khamis al-Barash, de 15 años, y unos meses después, el marzo de 2001, Muhammad 'Abd al-Muhsen al-Wawi, de 20 años. Wafa Idris, una refugiada del campamento de 28 años, se convirtió el 9 de febrero de 2002 en la primera mujer palestina en inmolarse en Israel, matando a un anciano e hiriendo a muchas más personas. El 14 de marzo moría Maher Sharif 'Abd Rabo, un policía palestino de 31 años, durante una operación del ejército israelí en Ramala. Dos días después, el 16 de marzo, el ejército israelí se adentró en el campamento en busca de milicianos palestinos. Ocuparon casas expulsando a sus habitantes para hacer de ellas nidos de francotiradores. Un policía palestino llamado Yasir Sawalha murió en enfrentamientos con tropas israelíes el 10 de junio. El 17 de julio de 2002, tres refugiados del campamento de Amari murieron a consecuencia de una explosión por causa desconocida. Uno de ellos era un niño de 6 años. El 2 de diciembre de 2003, tropas israelíes se adentraron en el campamento y expulsaron de un edificio de 4 plantas a todos sus habitantes; luego intercambiaron disparos con dos miembros de Hamás y, tras matarlos, y alegando que había un laboratorio de bombas en su interior, demolieron el edificio dejando a unas cincuenta personas sin hogar. El 9 de septiembre de 2004 era Muhammad 'Abdallah Muhammad Jad al-Haq, de 18 años, quien moría al subirse a un jeep del ejército israelí, caerse y ser atropellado deliberadamente por su conductor. El 24 de mayo de 2006, un joven de 19 años, Milad 'Atallah Saleh Abu al-'Arayes, moría en un intercambio de disparos con una unidad encubierta del ejército israelí en Ramala.
A finales de junio de 2014, durante una manifestación en apoyo a los combatientes palestinos de Gaza que había partido del campamento de Amari, dos palestinos murieron por disparos de soldados israelíes. Muhammad Ahmad Yusef Qatri, de 18 años, moría el 8 de agosto de 2014 por un disparo de un soldado israelí en el pecho mientras se manifestaba contra los bombardeos israelíes en Gaza. El 10 de septiembre de 2014, un joven de 22 años llamado 'Issa Khaled 'Issa Qatri moría por un disparo en el pecho realizado por un soldado israelí mientras presenciaba, junto con otros jóvenes, una operación de arresto en el campamento; fuentes militares alegaron que estaba intentando arrojar una bomba a los soldados. El 26 de mayo de 2018, un comando de las fuerzas especiales israelíes se adentró en el campamento de Amari para detener a sospechosos; en el proceso, un soldado de la unidad de élite Duvdevan murió tras sufrir el impacto de una losa de mármol en la cabeza. A finales de ese mismo año, las fuerzas israelíes volvieron a entrar en el campamento, esta vez para demoler la casa de la familia del presunto atacante palestino. En la casa demolida vivían la madre, el hermano y una familia que estaba de alquiler. Además, el ejército confiscó las tierras para evitar que fuese reconstruida, en clara contravención de los Acuerdos de Oslo, dado que el campamento de Amari se encuentra en el Área A de plena responsabilidad palestina. En los últimos tiempos, el campamento de Amari se ha convertido en un bastión de la oposición a Mahmud Abbas por parte del ala crítica de Fatah.
En mayo de 2021, una unidad encubierta israelí disparó numerosas veces a bocajarro a un joven palestino del campamento, Ahmad Jamil Fahd, que murió desangrado antes de que pudiese llegar una ambulancia.

## Infraestructuras y servicios
El campamento está conectado a las redes de agua y electricidad del municipio del Al Bireh, aunque muchos de sus tramos requieren un proceso de rehabilitación; en concreto, el cableado eléctrico es insuficiente, generando frecuentes cortes de electricidad, y a menudo se encuentran cables colgando a ras de suelo con el peligro que ello conlleva. El Centro de la Mujer cuenta con un estudio de fotografía, una guardería y clases para las mujeres. La recogida de basuras tiene lugar cinco días a la semana, aunque en ocasiones se retrasa por la existencia de una sola planta de procesamiento de basura para los tres campamentos de refugiados de la zona (Kalandia, Amari y Jalazone). La superpoblación del campamento ha llevado a que las casas se construyan muy cerca unas de otras, frecuentemente con menos de un metro de distancia, lo cual dificulta enormemente tanto la circulación de personas y vehículos como la ventilación de las viviendas.

## Economía
A través del Programa Red de Seguridad Social de UNRWA, 1.330 refugiados del campamento reciben lotes de alimentos (aproximadamente un 11% del total del campamento). El programa de emergencia Dinero por Trabajo ofrece oportunidades laborales de tres meses a las familias más empobrecidas del campamento, especialmente enfocadas a trabajos comunitarios como reparar y mantener el alcantarillado, rehabilitar carreteras y pintar casas. El desempleo en el campamento rondaba el 27% en 2014, ligeramente inferior a la media cisjordana. 

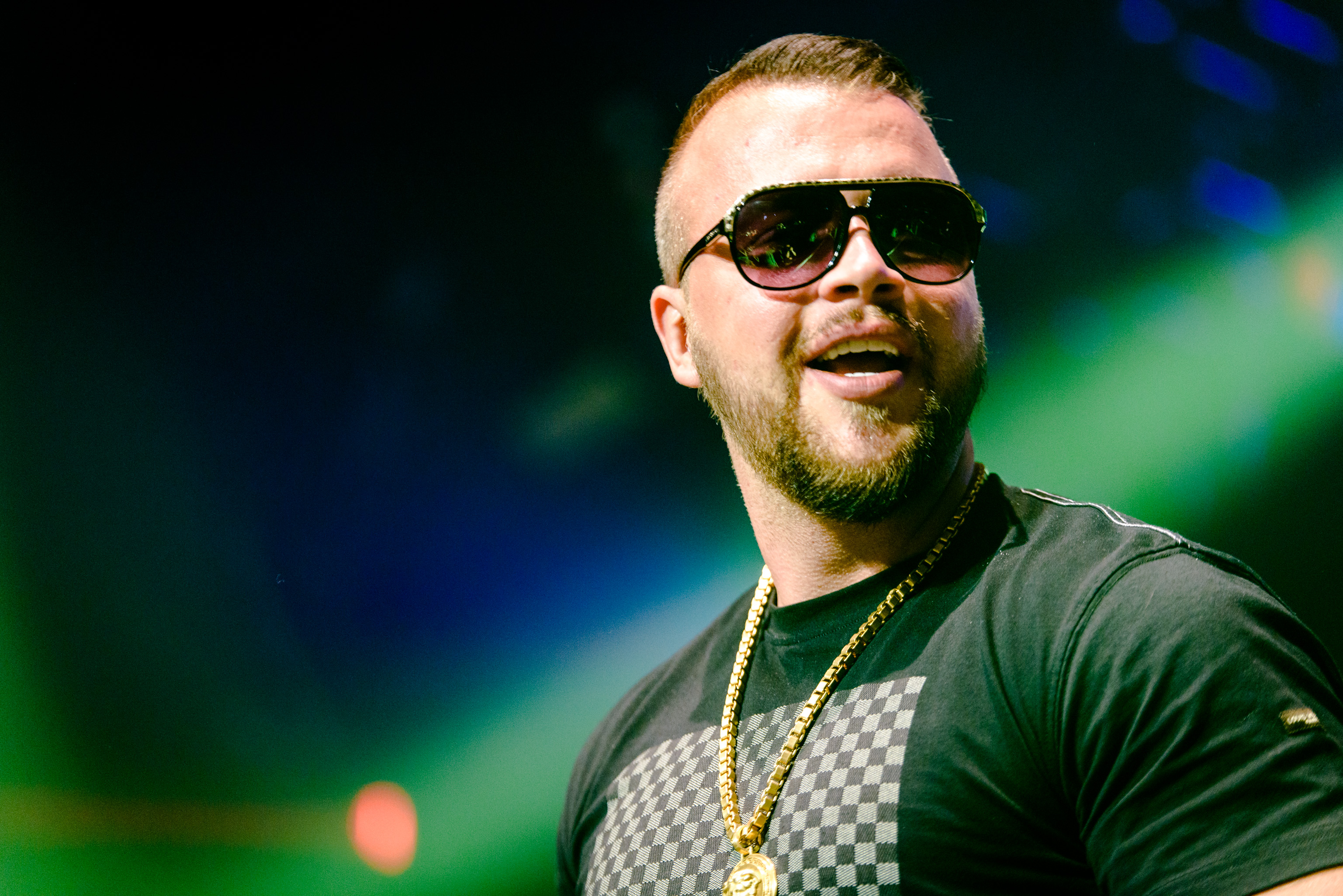
El rapero alemán Kollegah

## Educación
El campamento de Amari tiene dos escuelas gestionadas por UNRWA, una de niños y otra de niñas, ubicadas a las afueras y que dan cobertura educativa a unos 1.500 alumnos. Ambas escuelas tienen biblioteca, salas de ordenadores, laboratorios y clases de refuerzo los sábados en las asignaturas de árabe y matemáticas. Además, la Autoridad Nacional Palestina construyó recientemente una escuela vecina al campo que ha ayudado a aliviar los problemas de superpoblación de las dos escuelas de UNRWA. La tasa de abandono escolar en Amari es una de las más altas de Cisjordania. En 2016, el rapero alemán "Kollegah" fundó la "Escuela Educativa Kollegah", que proporciona educación a los niños que viven en el campamento.

## Sanidad
En 2013 se amplió el centro de salud del campamento, que provee a sus habitantes de atención reproductiva, pediatría, vacunación, chequeos y tratamiento para enfermedades tanto contagiosas como no contagiosas, así como tratamiento psicológico. Un dentista visita el centro médico cuatro días a la semana y también existe un equipo de rayos X.

## Deportes
El equipo de fútbol del campamento de Amari, llamado Shabab Al-Am'ari, ha ganado el campeonato de fútbol palestino en repetidas ocasiones (entre otras, en la temporada 1996-1997 y 2010-2011), así como la Copa Yaser Arafat en 2012, y ha sido designado para representar a Palestina en competiciones regionales e internacionales. Sin embargo, en la temporada 2015-2016 descendió a la segunda división de Cisjordania al quedar último en la tabla.